# Francesc Duran i Reynals
Francesc Duran i Reynals (Barcelona, 5 de desembre de 1899 - New Haven, EUA, 27 de març de 1958) fou un metge i microbiòleg català.
Fill de l'escriptor i dibuixant Manuel Duran i Duran, i germà d'Eudald, Estanislau, Raimon i Manuel Duran i Reynals, treballà a l'Institut Pasteur de París i l'any 1928 es traslladà als Estats Units per treballar a The Rockefeller Institute for Medical Research de Nova York. El 1938 es traslladà a la Universitat Yale on dirigí un laboratori d'investigació del càncer.
Les seves aportacions més importants han estat, precisament, en l'etiologia viral del càncer. La seva teoria vírica del càncer s'ha vist refrendada, ja que ha estat provada l'associació d'alguns càncers com el del virus del papil·loma humà al coll de l'úter amb virus.